# Perger János (jogtudós)
Nagybányai Perger János (ritkán Pergel János) (Nagyvárad, 1791. május 15. – Pest, 1838. május 25.) jogtudós, történész, a Magyar Tudós Társaság rendes tagja.

## Életútja
Apja egy nagyváradi római katolikus iskola igazgatója volt, akinek 1801. évi halálakor a tízéves Perger elárvult. Ezt követően anyai nagybátyja, Drágosy Miklós görögkatolikus püspök, majd mostohaapja, Hajdú Ferenc részesítette gondos nevelésben. Jogi tanulmányokat folytatott szülővárosában, Nagyváradon, majd 1813-tól joggyakornokként, a királyi tábla hiteles jegyzőjeként Pesten dolgozott. Itt szerezte meg 1814-ben ügyvédi oklevelét. Ezt követően praxist nyitott, s a város egyik legkeresettebb ügyvédeként tevékenykedett haláláig.

## Munkássága
Ügyvédi munkája mellett foglalkozott jogtudományi és történelmi kérdésekkel is. E tárgyú közleményei a kor neves tudományos folyóirataiban, a Tudományos Gyűjteményben, a Kassai Szemlélőben és a Közhasznú Esmeretek Tárában jelentek meg.
1830-ban jegyzetekkel ellátva adta közre a Werbőczy-féle törvénykönyvet. A Magyar Tudós Társaság megbízásából hozzáfogott egy jogtudományi műszótár összeállításához is, de korai halála megakadályozta a munka befejezésében. Történetírói munkássága részben jogtörténeti vizsgálataihoz kapcsolódott. Schwartner Márton nyomdokain 1821-ben oklevéltani bevezetést adott közre. Történeti források alapján behatóan foglalkozott a középkori Magyar Királyság jogrendjének, törvényhatóságainak, rendi szerveződésének múltjával, a vármegyerendszer történetével. Eredményeit – egy őstörténeti bevezetővel kiegészítve – 1831-ben adta közre A’ magyar, és hazája régenten című könyvében. Emellett külön tanulmányokat szentelt a bandériumszervezés (1831) és a jobbágyság, az úrbéri rendszer múltjának (1832) feltárására.
Kéziratban maradt további művei – a jobbágyságról írott történeti munkája, magyar törvények fordítása a 16. századig stb. – az MTA levéltárába kerültek.

### Társasági tagságai és elismerései
1831-ben a Magyar Tudós Társaság levelező, 1832-ben rendes tagjává választották. Érdemei elismeréseként Heves, Gömör és Kis-Hont, valamint Torna vármegyék egyaránt táblabírájukká választották.

### Főbb művei
- Bé vezetés a’ diplomatikába vagy is Az oklevél esméret tudományába, melylyet Schwartner Márton után, némelyy változtatásokkal ’s hasznos bővítésekel magyar nyelven ki adott Perger János. Pest: Trattner. 1821.
- A’ magyar, és hazája régenten. Pest: Trattner. 1831.   Online